# Бродстейрз
Бродстейрз (англ. Broadstairs) — місто на східному узбережжі графства Кент, Англія, розташоване за 129 кілометрів на південний схід від Лондона. Кількість населення міста, станом на 2001 рік, становить 24 000 чоловік.

## Видатні жителі міста
- Едвард Хіт — колишній прем'єр-міністр Великої Британії, народився у Бродстейрзі у 1916 році.
- Чарльз Діккенс регулярно відвідував місто з 1837 до 1859 року, описав Бродстейрз у нарисі «Наші англійські портові міста». Він написав новелу Девід Коперфілд, коли зупинявся у Блік-гаусі.
- Джон Бакен дав назву новелі Тридцять дев'ять кроків, коли гуляв від узбережжя до будинку, у якому зупинявся у 1915 році.

### Уродженці
- Генрі Фредерік Стівенсон (1842—1919) — британський військовик, адмірал Королівських ВМС, дослідник Арктики
- Річард Родні Беннетт (1936—2012) — британський композитор.